# 東海村立白方小学校
東海村立白方小学校（とうかいそんりつ しらかたしょうがっこう）は、茨城県那珂郡東海村白方にある公立小学校。略称は、「白小」である。

## 沿革
出典
- 1873年（明治6年）11月 - 村松・石神白方（現:白方）・石神白宿・須和間の4ヶ村連合で村松小学校（旧）設置。校舎は、村松村真崎の民家1棟を借用した。
- 1886年（明治19年）2月 - 小学校区改正により、村松・亀下両小学校を合併、石神白方村に移転し、石神白方尋常小学校と改称。
- 1889年（明治22年） - 町村制施行による村松・石神白方・石神白宿・須和間・照沼・船場6村が合併した村松村発足により、村松尋常小学校と改称。同時に、須和間に分教場設置。
- 1895年（明治28年）11月 - 村松宿に村松第二尋常小学校開設により、村松第一尋常小学校と改称。
- 1900年（明治33年）10月 - 村松高等小学校設置許可降りる。
- 1901年（明治34年）9月 - 村松高等小学校が、真崎の民家1棟を借用し、開校。
- 1905年（明治38年）9月 - 村松高等小学校、村松の山林を買い受け、そこに校舎を新築し、移転（現:日本原子開発機構サッカー場）。
- 1908年（明治41年）4月 - 村松高等・村松第一尋常・村松第二尋常の各小学校を統合し、村松尋常高等小学校と改称。
- 1941年（昭和16年）4月 - 国民学校令により、村松国民学校と改称。尋常科は初等科と名称変更。
- 1947年（昭和22年）4月 - 学制改革（学校教育法施行）により、村松村立村松小学校と改称。高等科を廃し、義務制の村松中学校を併設。
- 1948年（昭和23年）
  - 4月 - 併設の村松中学校が石神中学校と統合し、東海中学校新設。
  - 9月 - 併設の東海中学校が、大字舟石川（現在地）に移転。
- 1955年（昭和30年）3月31日 - 昭和の大合併による東海村発足により、東海村立村松小学校と改称。原子力機関設置の進展により、人口増加による児童数が増加した事から、校舎改築が議論される。原子力施設周辺の白方・照沼に分割。
- 1962年（昭和37年）
  - 4月 - 鉄筋コンクリート造の校舎を建設し、真崎・白方・豊岡・岡・亀下・荒谷台・滝坂・長堀を通学区域とする東海村立白方小学校開校。
  - 9月 - 講堂完成。
- 1964年（昭和39年）3月 - 校舎3階の一部を増築。
- 1967年（昭和42年）12月 - 児童増加が著しいため、6教室を増築。
- 1969年（昭和44年）8月 - 25mプール完成。
- 1971年（昭和46年） - 中丸小学校開校により、長堀地区から通う児童を中丸小学校へ編入。
- 1973年（昭和48年）12月 - 屋内運動場完成。
- 1974年（昭和49年）
  - 3月 - 給食棟完成。
  - 7月 - 鉄骨校舎（9教室）増築。
- 1978年（昭和53年）3月 - トイレが水洗化される。
- 1982年（昭和57年）4月 - マンモス校化解消による村松小学校への分離により、校区が白方・百塚・岡・豊岡・亀下・動燃百塚（現:日本原子開発研究機構百塚）・真崎（一部）の7地区となる。
- 2008年（平成20年）度 - この年度から翌年度にかけて、新校舎建設。
- 2009年（平成21年）10月 - 新校舎完成。

## 学校教育目標
- 『自ら学び考え、心豊かで健やかに生きる児童の育成』

## 通学区域
出典
- 村松（一部）
- 白方（1～1747番地）
- 豊岡（全域）
- 亀下（全域）
- 村松北1丁目（4番地以降）
- 村松北2丁目（全域）
- 豊白1丁目（4番地以降）
- 白方中央1丁目（全域）
- 白方中央2丁目（全域）
- 東海1丁目（1番地(23号、26号、30号、31号)、5〜20番地）
- 東海2丁目（5番地以降）

## 進学先中学校
- 東海村立東海中学校

## 学校周辺
- 白方コミュニティセンター - 村道をはさんで、敷地が隣接。
- 茨城県道284号豊岡佐和停車場線
- 豊受皇大神宮
- 白方公園
- 白方小あと地公園 - 旧校舎跡地に設置。

## アクセス
- 茨城交通「東海駅～茨城東病院・海浜公園西口線」で、「真崎十文字」停留所下車後、
  - 茨城東病院・海浜公園西口行のりばから、約1.3km弱・約19分。
  - 東海駅東口行のりばから、徒歩約1.3km弱・約19分。
- JR東日本常磐線東海駅（東口）より、
  - 上述の茨城交通バスに乗車し4分、「真崎十文字」停留所下車後、徒歩。
  - 出口1から、徒歩約2.8km・約49分。
  - 車で約3km・約6分。

## 関係者

### 出身者
- 吉村真晴（卓球選手）